# Ausweichflugplatz
Ein Ausweichflugplatz (engl.: alternate airport, oft nur kurz: alternate) ist ein Flugplatz, der eine Landemöglichkeit darstellt, falls eine Landung auf dem Zielflugplatz als nicht sicher eingeschätzt wird. Der häufigste Grund für die Landung auf einem Ausweichflugplatz ist schlechtes Wetter (Flugwetter) am Zielflugplatz. Andere Gründe könnten Verkehrsüberlastung oder eine unvorhergesehene Schließung des Zielflugplatzes sein. Als allgemeine Regel muss jeder Flugplan, der nach Instrumentenflugregeln (IFR) durchgeführt wird, einen Ausweichflugplatz benennen und in die Treibstoffplanung miteinbeziehen. Ausnahmen von dieser Regel können gemacht werden, wenn der Zielflugplatz zwei getrennt liegende Landebahnen mit je einem Instrumentenanflugverfahren hat und die Wettervorhersage eine Stunde vor und eine Stunde nach dem Zeitpunkt der geplanten Landung eine Sichtweite von mindestens fünf Kilometern und eine Wolkenuntergrenze von mindestens 600 Metern verspricht, oder wenn der Zielflugplatz geografisch so abgelegen ist (Fachbegriff: Isolated Destination), dass zum Erreichen des nächstgelegenen Ausweichflugplatzes eine Flugzeit von zwei Stunden oder mehr notwendig wäre.
Fluglinien und Bedarfsfluggesellschaften sind aufgrund der Halterschaft eines Air Operator’s Certificates (AOC) dazu verpflichtet, Richtlinien für die Auswahl eines Flugplatzes als Ausweichflugplatz zu erstellen. Die gesetzliche Basis dafür stellt die JAR-OPS dar, die seit 2003 von der EASA verwaltet wird. Maßgeblich dafür, ob ein Flugplatz als Ausweichflugplatz genutzt werden kann, sind neben dem Wetter die Verfügbarkeit von Instrumentenanflugverfahren, die Einsatzbereitschaft von Such- und Rettungsdiensten (SAR), der Zustand und die Länge der Landebahnen und deren Befeuerung.
In Deutschland werden hauptsächlich Verkehrsflughäfen als Ausweichflugplätze genutzt. Sehr oft wird auch der Begriff Ausweichflughafen statt Ausweichflugplatz verwendet, was aber nicht korrekt ist. Eine Ausweichlandung muss jedoch nicht zwingend auf einem Flughafen erfolgen, sondern kann auch an einem Verkehrslandeplatz durchgeführt werden.

## Unterscheidung von Ausweichflugplätzen

### Destination Alternate
Falls eine Landung am Zielflugplatz (engl.: destination airport, oft nur kurz: destination) wegen der unzureichenden Wetterbedingungen oder sonstiger Umstände als unsicher erscheint, so wird eine Landung auf einem dem Zielflugplatz naheliegenden Flugplatz durchgeführt. Für die Treibstoffberechnung wird ein Landeanflug und ein Durchstartmanöver einkalkuliert, sowie ein Reiseflug in einer Flughöhe, die frei von Hindernissen ist und direkt zum Ausweichflugplatz führt. Dort soll für die Durchführung eines Instrumentenlandeanfluges noch eine Mindestmenge an Treibstoff (engl. final reserve) vorhanden sein.
In der Flugplanungsphase, also vor Abflug, muss die Wettervorhersage für den Ausweichflugplatz deutlich besser sein, als es das Instrumentenanflugverfahren vor Ort tatsächlich erfordert. Während des Fluges ist eine Wetterverschlechterung bis hin zur Mindestsicht des tatsächlichen Instrumentenanflugverfahrens akzeptabel. Verschlechtert sich das Wetter weiter, muss während des Fluges ein anderer Ausweichflugplatz gewählt werden.

### En-Route Alternate
Während der gesamten Flugdauer muss stets eine Landemöglichkeit in einer bestimmten Distanz, je nach Art des Fluges und Flugzeugtyp, zur aktuellen Position gegeben sein. Normalerweise entspricht diese Entfernung jener Strecke, die ein Flugzeug mit der Geschwindigkeit zurücklegt, die es mit einem verbleibenden Triebwerk noch fliegen kann – Verkehrsflugzeuge müssen mindestens zwei Triebwerke haben. Halter eines AOC müssen daher für die von ihnen betriebenen Flugzeuge eine Einmotoren-Reisegeschwindigkeit (engl.: single engine cruise speed) festlegen. In besonderen Fällen, das heißt, wenn der Flugzeughersteller eine besondere Störungssicherheit seiner Ausrüstung nachweisen kann, kann diese Zeit bis zum Erreichen des Enroute Alternate auf zwei bis drei Stunden ausgedehnt werden. Die genauen Modalitäten werden in den ETOPS-Regeln festgelegt. Für ETOPS-Ausweichflugplätze gelten strengere Auswahlkriterien als für normale Enroute Alternates. Die Wetterbedingungen für die Planungsphase und während des Fluges sind beim Enroute Alternate die gleichen wie beim Destination Alternate. Beim ETOPS Alternate sind die Anforderungen unter Umständen höher.

### „3% En-Route Alternate“

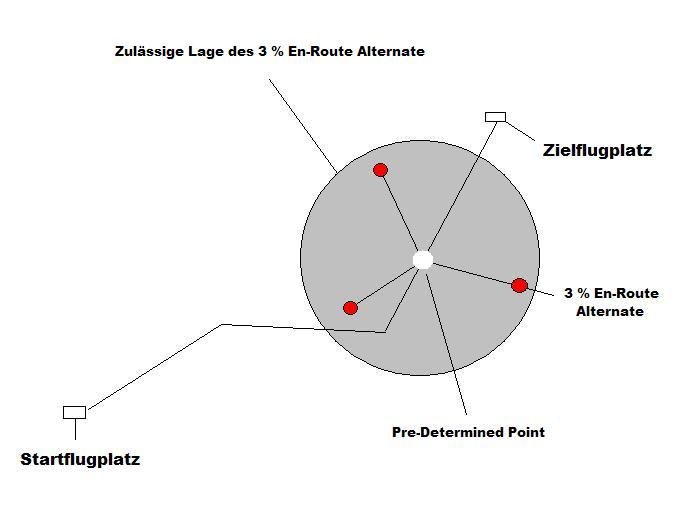
Schematische Darstellung der möglichen Lage von „3 % En-Route Alternate’s“, nicht maßstabsgetreu

Bei der Treibstoffplanung bis zum Destination Alternate wird davon ausgegangen, dass der Zielflugplatz zuerst angeflogen wird, bevor ein Weiterflug zum Destination Alternate erfolgt. Im Gegensatz dazu kann eine knapp bemessene Treibstoffplanung auch erfordern, den Ausweichflugplatz bereits ab einem vorbestimmten Punkt (engl.: pre-determined point) direkt anzufliegen, ohne erst eine Landung am Zielflugplatz zu versuchen. Die JAR-OPS verwendet für diese Planungsart den Fachbegriff „Pre-determined Point Procedure“, kurz: PDP.
Die Planung mit einem „Pre-determined Point“ ermöglicht bei der Berechnung der Treibstoffreserven für Mehrverbrauch während des Reisefluges für den gesamten Flug von den normalerweise 5 % Treibstoffreserven auf 3 % zurückzugehen. In manchen Betriebshandbüchern von Fluggesellschaften wird dieser Ausweichflugplatz auch als Fuel En-Route Alternate bezeichnet. Im Falle einer Ausweichlandung auf den „3 % En-Route Alternate“ wird vorher kein Landeversuch auf dem Zielflugplatz unternommen, auch ein Durchstartmanöver mit entsprechend hohem Treibstoffverbrauch entfällt daher für die Treibstoffplanung.
Wird die Entscheidung getroffen, den „3 % En-Route Alternate“ anzufliegen, gibt es keine zusätzliche Ausweichlandemöglichkeit mehr. Das unterscheidet diese Planungsart von der „decision point planning based on reclearance“, bei der sowohl für den Reclearance-Flugplatz als auch für den Zielflugplatz prinzipiell jeweils ein Ausweichflugplatz einzuberechnen sind. Die Notwendigkeit eines Ausweichflugplatz entfällt wiederum, wenn der Reclearance-Flugplatz, beziehungsweise der Zielflugplatz ohne Ausweichflugplatz geplant werden kann (also bei zwei separaten Landepisten, zwei Instrumentenlandeverfahren, fünf Kilometer Sicht, Wolkenuntergrenze 600 Meter oder höher).
In der aktuellen Terminologie der JAR-OPS wird diese Planungsart als „Reduced Contingency Fuel“ Planung bezeichnet, da bis zum Erreichen des Decision Point die Anforderungen an die Treibstoffreserven für Mehrverbrauch im Reiseflug zu vernachlässigen sind.
Der „3 % En-Route Alternate“ muss so liegen, dass die gesamte Flugstrecke vom Startflugplatz zum Ausweichflugplatz kürzer ist als vom Startflugplatz zum Zielflugplatz. Die Wettervorhersage muss den Kriterien für den Destination Alternate entsprechen.

### Take-Off Alternate
In gewissen Fällen kann es erforderlich sein, einen Ausweichflugplatz für den Start auszuwählen. Insbesondere für den seltenen, aber immer möglichen Fall, dass während des Starts ein Triebwerk ausfällt, der Start jedoch fortgesetzt werden muss, da er nach Überschreiten der Startabbruchgeschwindigkeit v1 nicht mehr abgebrochen werden darf.
Die Sichtbedingungen am Startflugplatz können zwar für den Start ausreichen, für eine Landung aber zu schlecht sein, da für einen Instrumentenlandeanflug mit einem ausgefallenen Triebwerk strengere Anforderungen an das Wetter gestellt werden als bei regulärem Betrieb. Für diesen Fall benötigt das Flugzeug nach dem Start einen nahe gelegenen Ausweichflugplatz (engl. take-off alternate, alternate departure airport  oder departure alternate). Die Distanz wird auch in diesem Fall von der flugzeugtypischen Einmotoren-Reisegeschwindigkeit bestimmt. Der Take-Off Alternate muss mit dieser Geschwindigkeit in einer Stunde zu erreichen sein. ETOPS-zertifizierte Flüge können die Distanz zu ihrem Take-Off Alternate auf ein bis zwei Stunden Flugzeit mit Einmotoren-Reisegeschwindigkeit ausdehnen.

## Zusatzkosten durch Ausweichlandungen
Im Fall einer tatsächlichen Landung auf einem Ausweichflugplatz entstehen der Fluggesellschaft oder dem Halter des Flugzeuges zusätzliche Kosten in Form von Lande- und Abfertigungsgebühren.
Fluggäste, deren Flugticket einen Beförderungsvertrag darstellt, müssen auf Kosten des Vertragspartners zu ihrem Reiseziel gebracht werden. Sollte die Verzögerung ursächlich durch das Verhalten der Fluggesellschaft oder einer ihrer Beauftragten begründet sein, besteht unter Umständen Anspruch auf Schadensersatz, sofern der durch die Verzögerung entstandene Schaden klar dargestellt werden kann. Im Falle einer Verzögerung wegen einer Ausweichlandung, die durch schlechtes Wetter bedingt war, besteht zwar trotzdem der Beförderungsvertrag, es ergibt sich jedoch kein Anspruch auf Schadensersatz.
Spätankünfte und dadurch versäumte Anschlussflüge bedingen manchmal, dass die Fluggesellschaft, welche den Flug durchgeführt hat, die Kosten für die Übernachtung mit Frühstück in einem Hotel, welches von der Fluggesellschaft zugewiesen wird, bezahlen muss. In den meisten Fällen gehört auch der Transport der Passagiere des umgeleiteten Fluges per Bus oder Bahn, oder falls möglich, mit dem Flugzeug zum eigentlich vorgesehenen Reiseziel, zu der Serviceleistung, die auf Kosten der Fluggesellschaft oder des Reiseveranstalters ohne Aufpreis zu erbringen ist.
Inwieweit Reisepreisminderungen (z. B. nach der Frankfurter Tabelle bei Pauschalreisen) zustehen, richtet sich nach den Gründen. Hat die Fluggesellschaft die Verzögerung verschuldet, dann kommen Reisepreisminderungen in Betracht. Ansonsten ist bei witterungsbedingter Umleitung ein Ausschluss wegen höherer Gewalt gerechtfertigt. Bei Schließung des geplanten Zielflugplatzes wegen Bombendrohung oder anderer Sicherheitsrisiken veranlasst der Flugplatz die Umleitung und muss auch die Kosten tragen. Der Flugplatzbetreiber wird versuchen, diese Kosten vom Verursacher des Sicherheitsrisikos wieder zurückzufordern.

## Belege und Quellen
1. ↑  http://www.jaa.nl/publications/jars/jar-ops-1.pdf Seite 1-D-8
2. ↑  http://www.jaa.nl/publications/jars/jar-ops-1.pdf Seite 1-D-19
3. ↑  http://www.rechtspraxis.de/frankfurt.htm